# Pont de Sota-ribes
El Pont de Sota-ribes és un pont del municipi de Sant Pere de Ribes (Garraf) inclosa en l'Inventari del Patrimoni Arquitectònic de Catalunya.

## Descripció
El pont de Sota-Ribes està format per dos estreps d'obra de fàbrica, un a cada banda de la riera, que sostenen el conjunt de l'estructura metàl·lica. Aquesta està formada per dues bigues mestres separades per uns tirants que impedeixen la deformació.
La unió dels elements es va realitzar mitjançant reblons. La sola, d'arc molt rebaixat, està formada per lloses de ciment. El pont té una barana de ferro.

## Història
El pont de ferro va ser bastit per comunicar el poble de Ribes amb el nucli antic, actualment anomenat de Sota-Ribes. Ambdós sectors es trobaven separats per la riera de Ribes i inicialment, hi havia un pont conegut amb el nom "de la palanca", fins a la construcció definitiva del pont de ferro. El projecte va ser finançat per Josep Antoni Ferrer i Soler i l'obra va ser inaugurada el 5 d'abril de 1891.